# Доње Међуше
Доње Међуше су насељено мјесто у општини Источни Стари Град, Република Српска, БиХ. Према попису становништва из 1991. у насељу је живјело 8 становника.

## Становништво
Према попису становништва из 1991. године, мјесто је имало 8 становника.
| Демографија | Демографија | Демографија |
| Година      | Становника  | Становника  |
| ----------- | ----------- | ----------- |
| 1961.       | 115         |             |
| 1971.       | 28          |             |
| 1981.       | 9           |             |
| 1991.       | 8           |             |